# 다카하시 고헤이
다카하시 고헤이(일본어: 高橋 耕平, 1999년 9월 20일~)는 일본의 축구 선수이다.

## 구단 경력
그는 2021년 J3리그의 AC 나가노 파르세이루에 입단했다. 2024년까지 33경기에 출전하여, 2득점을 넣었다. 2025년 반라우레 하치노헤로 이적했다.